# Питерс, Роберт
Роберт Питерс (англ. Robert Peters, род. 15 ноября 1970) — антигуанский шоссейный и трековый велогонщик. Участник летних Олимпийских игр 1992 года.

## Карьера
В 1992 году был включён в состав сборной Антигуа и Барбуды для участия на летних Олимпийских играх в Барселоне. На них выступил в двух гонках. Сначала на треке в индивидуальной гонке преследования. В квалификационном раунде уступил Тони Ледгарду (Перу) который догнал его и таким образом не показал время. В итоге не прошёл в основной раунд и завершил выступление. А затем в групповой шоссейной гонке  протяжённостью 194,4 км, но не смог её завершить, как и ещё 69 из 154 участников.
В 1994 принял участие в Играх Содружества (Канада), где выступил в групповой шоссейной гонке, но не смог финишировать.